# Камаражиби
Камаражиби (порт. Camaragibe) — муниципалитет в Бразилии, входит в штат Пернамбуку. Составная часть мезорегиона Агломерация Ресифи. Находится в составе крупной городской агломерации. Входит в экономико-статистический микрорегион Ресифи. Население составляет 150 354 человека на 2006 год. Занимает площадь 48,3 км². Плотность населения — 3132,3 чел./км².

## История
Город основан в 1982 году.

## Статистика
- Валовой внутренний продукт на 2004 год составляет 383 253 000,00 реалов (данные: Бразильский институт географии и статистики).
- Валовой внутренний продукт на душу населения на 2004 год составляет 2666,00 реалов (данные: Бразильский институт географии и статистики).
- Индекс развития человеческого потенциала на 2000 год составляет 0,747 (данные: Программа развития ООН).

## География
Климат местности: тропический.